# Cannara
Cannara település Olaszországban, Umbria régióban, Perugia megyében. Lakosainak száma 4175 fő (2023. január 1.). Cannara Assisi, Bettona, Bevagna, Gualdo Cattaneo és Spello községekkel határos.

## Népesség
A település népességének változása:
| Lakosok száma | 4324 | 4337 | 4175 |
|               | 2015 | 2018 | 2023 |